# 21718 Cheonghapark
21718 Cheonghapark è un asteroide della fascia principale. Scoperto nel 1999, presenta un'orbita caratterizzata da un semiasse maggiore pari a 2,5660819 UA e da un'eccentricità di 0,1829371, inclinata di 2,61560° rispetto all'eclittica.